# Małomice (gemeente)
De gemeente Małomice is een stad- en landgemeente in het Poolse woiwodschap Lubusz, in powiat Żagański.
Zetel van de gemeente is in de stad Małomice.
Op 30 juni 2004 telde de gemeente 5518 inwoners.

## Oppervlakte gegevens
In 2002 bedroeg de totale oppervlakte van gemeente Małomice 79,5 km², waarvan:
- agrarisch gebied: 45%
- bossen: 45% (Bory Dolnośląskie)

De gemeente beslaat 7,03% van de totale oppervlakte van de powiat.

## Demografie
Stand op 30 juni 2004:
| Omschrijving                   | Totaal | Totaal | Vrouwen | Vrouwen | Mannen | Mannen |
| ------------------------------ | ------ | ------ | ------- | ------- | ------ | ------ |
| eenheid                        | aantal | %      | aantal  | %       | aantal | %      |
| inwoners                       | 5518   | 100    | 2840    | 51,5    | 2678   | 48,5   |
| bevolkingsdichtheid (inw./km²) | 69,4   | 69,4   | 35,7    | 35,7    | 33,7   | 33,7   |

In 2002 bedroeg het gemiddelde inkomen per inwoner 1203,48 zł.

## Administratieve plaatsen (sołectwo)
Bobrzany, Chichy, Janowiec, Lubiechów, Śliwnik, Żelisław.

## Aangrenzende gemeenten
Osiecznica, Szprotawa, Żagań